# Cal Peixant
Can Peixant és una obra de la Fuliola (Urgell) inclosa a l'Inventari del Patrimoni Arquitectònic de Catalunya.

## Descripció
És una casa dins la Vila closa de la Fuliola. Les seves condicions no són favorables, ja que sembla abandonada.

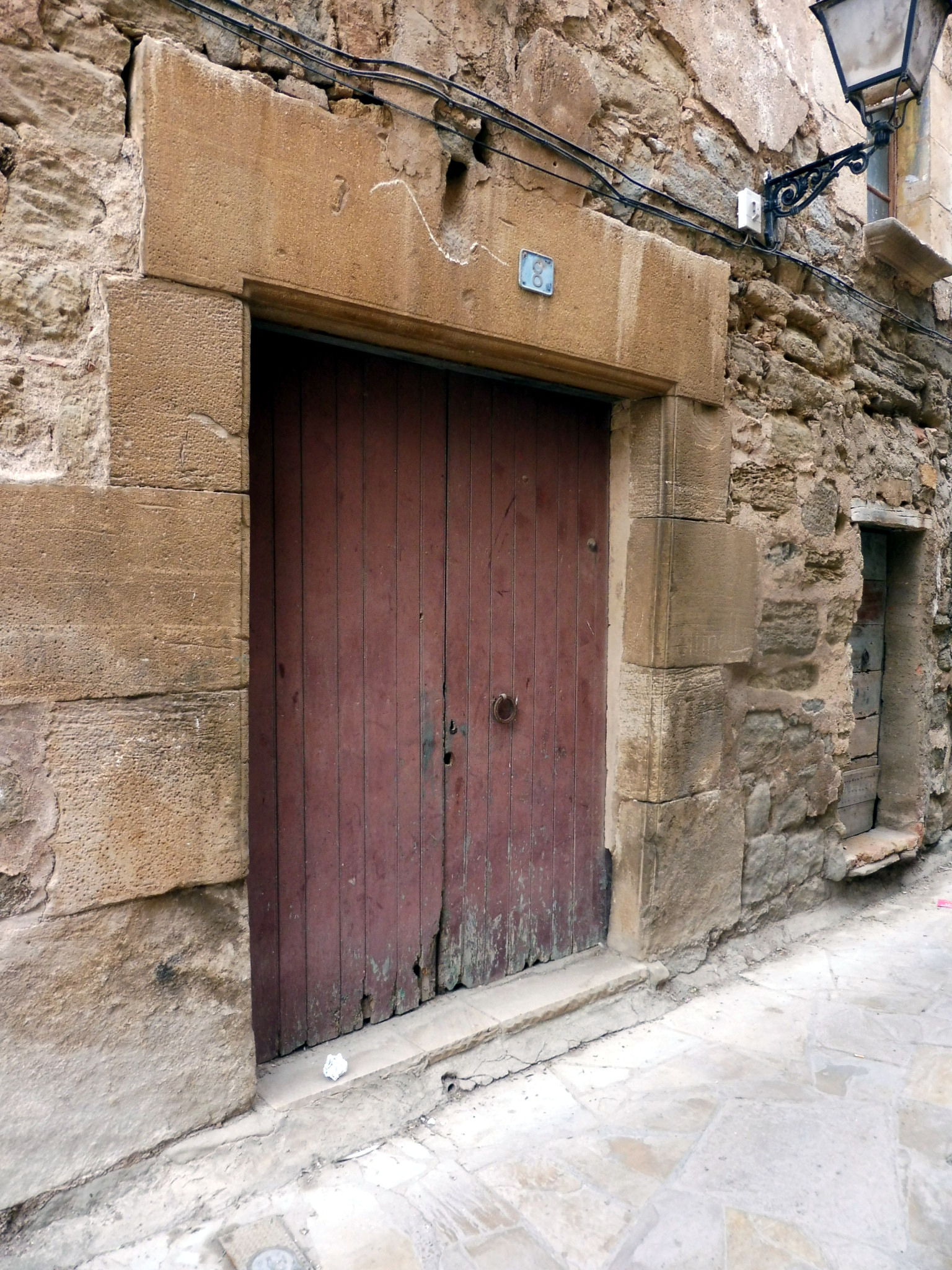
La portalada

 És de planta rectangular i està estructurada en tres nivells horitzontals: planta baixa, primera planta i golfes. Presenta un aparell en forma de carreus desiguals intentant formar filades unides amb argamassa. Hi ha signes d'un arrebossat posterior de la façana, mal conservat.
A la planta baixa hi ha la portalada d'accés a l'habitatge a més d'una petita obertura en forma de porta molt poc definida. El portal principal és d'estructura allindada, amb el marc reforçat de blocs de pedra massissos. A la part superior presenta una llinda, llisa excepte pel número de la casa (8). La primera planta es reflecteix a façana mitjançant dues senzilles finestres que segueixen la mateixa decoració de pedra que la porta d'entrada. Un detall a tenir en compte és la cornisa que sobresurt en la part inferior de la finestra. Està decorada amb fins registres horitzontals cisellats a la pedra. Finalment, al tercer nivell hi ha les golfes, que es tradueixen mitjançant dues petites finestres quadrades de factura molt senzilla seguint l'esquema auster de la resta de la façana.